# Schwäbisch-Allgäuer Wanderweg
Der Schwäbisch-Allgäuer Wanderweg ist ein Weitwanderweg, der in Nord-Süd-Richtung den bayerischen Regierungsbezirk Schwaben durchquert. Der Hauptweg verbindet die Städte Augsburg und Sonthofen und ist mit einem blauen Andreaskreuz markiert. Die ursprüngliche Route von 1978 wurde stellenweise abgeändert, vor allem im Bereich von Markt Wald, St.-Anna und am Elbsee existieren beträchtliche Unterschiede zwischen den neuen Trassen und den alten Strecken, die noch immer anhand der verwitterten Markierungen an den Baumstämmen gefunden werden können. Deshalb variieren die Längenangaben von 145 km (nach anderer Quelle 157 km). 2021 sind insg. 161 km entlang der ausgeschilderten Wegführung zu absolvieren. Die Wanderzeit beträgt – je nach Kondition – 4 bis 7 Tage. Durch den Schwäbisch-Allgäuer Wanderweg besteht Anschluss an die beiden Fernwanderwege E4 und E5.
Der Wanderweg wurde 1978 auf Anregung des Oberallgäuer Landrates Theo Rössert eingerichtet und sein Verlauf von Hans Schmidt erkundet und festgelegt, der auch den ersten Wanderführer verfasste. Bei der Routenführung ging es darum, die beiden Städte Augsburg und Sonthofen abseits von Straßen und größeren Siedlungen möglichst geradlinig zu verbinden, aber gleichzeitig eine landschaftlich attraktive Strecke mit vielen Fernblicken auf die Alpen zu schaffen die auch kunstgeschichtlich herausragende Sehenswürdigkeiten berührt. Leider ist der Wanderweg in die Jahre gekommen und es existiert, abgesehen von Beschreibungen im Internet, auch kein aktueller Wanderführer mehr.
Der Charakter der Strecke wird im Nordteil durch lange Passagen im Wald geprägt, während im Südteil der voralpine Charakter etwas stärker in Erscheinung tritt. Der größte Teil der Strecke verläuft auf ungeteerten Feld- und Waldwegen ohne technische Schwierigkeiten, an wenigen Stellen gibt es kurze Trampelpfade. Abgesehen vom Schlussstück am Fuß der Alpen kann der Weg zu jeder Jahreszeit begangen werden und eignet sich auch zum Radfahren. Die Beschilderung ist im Nordteil überwiegend gut und auf beide Richtungen hin ausgelegt, ab dem Elbsee manchmal lückenhaft und stellenweise nur in Südrichtung, sodass eine Wanderkarte hilfreich sein kann, um den Weg zu finden. Bereits vom Wegemacher Hans Schmidt intendiert sind die beiden Aufspaltungen des Wanderweges in einfache und „alpine Varianten“ im Bereich der Wertachschlucht bei Maria-Rain sowie über den Höhenzug bei Faistenoy, die von unerfahrenen Wanderern auf Forststraßen umgangen werden können, allerdings nicht mehr differenziert ausgeschildert sind. Dem erfahrenen Wanderer bietet sich außerdem die Möglichkeit, das letzte Wegstück nach Sonthofen durch die Überschreitung des Grünten zu ersetzen.
Gestartet wird in Stadtbergen-Leitershofen oder am Schloss Wellenburg. Offizieller Ausgangspunkt des Weges – lediglich mit dem charakteristischen Wegweiser aus Holz markiert  – ist der Wanderparkplatz in Leitershofen. Im nördlichen Abschnitt durchquert man über Burgwalden, Reinhartshofen, Schwabegg und Markt Wald den Naturpark Augsburg-Westliche Wälder, eine Strecke, die großteils im Wald verläuft und nur wenige landschaftliche Höhepunkte bildet. Über Tussenhausen und Dorschhausen gelangt man nach Irsee mit seinem bekannten Kloster. Der Weg meidet die Städte Bad Wörishofen und Kaufbeuren. Hinter Irsee ändert sich der Charakter des Weges, der einem langgestreckten Höhenzug folgt, immer häufiger Fernblicke auf die Alpen gewährt und kurz vor Ruderatshofen erstmals die für das Allgäu typischen Weidelandschaften mit frei grasenden Herden durchquert. Im Gebiet vom Elbsee wird ein welliges, von den Gletschern der Eiszeit geschaffenes Hügelland mit kleinen Wäldern und weiten Grasflächen erreicht, eine typische Voralpenlandschaft mit weitem Panorama. Der Wanderweg durchquert oder streift die Orte Geisenried, Oberthingau, Görisried und Oy-Mittelberg. Die voralpine Schlussetappe führt über den Höhenzug von Elleg und durch das tief eingeschnittene Tal zwischen Grünten und Wertacher Hörnle nach Berghofen, einem Ortsteil von Sonthofen. Offizieller Endpunkt der Strecke ist die markant auf einem Hügel gelegene Kirche in Berghofen.
Neben der Hauptroute existieren, soweit noch beschildert, Anschlusswege mit den Ausgangspunkten Neu-Ulm, Günzburg, Dillingen, Bad Wörishofen, Kaufbeuren-Neugablonz und Kempten.